# Adi Said
Adi Said (Bandar Seri Begawan, 15 de octubre de 1990) es un futbolista bruneano que juega en la demarcación de delantero para el Kasuka FC de la Brunei Super League.

## Selección nacional
Tras jugar en la selección de fútbol sub-21 de Brunéi y en la sub-23, finalmente hizo su debut con la selección absoluta el 5 de octubre de 2012 en un encuentro de clasificación para la Copa Suzuki AFF 2012 contra Birmania que finalizó con un resultado de 1-0 a favor del combinado birmano tras el gol de Yan Aung Win.

### Goles internacionales
| # | Fecha                  | Estadio                                   | Oponente       | Gol | Resultado | Competición                                          |
| - | ---------------------- | ----------------------------------------- | -------------- | --- | --------- | ---------------------------------------------------- |
| 1 | 13 de octubre de 2012  | Thuwunna Stadium, Yangon, Myanmar         | Timor Oriental | 1–0 | 2–1       | Clasificación para la Copa Suzuki AFF 2012           |
| 2 | 12 de octubre de 2014  | New Laos National Stadium, Vientián, Laos | Timor Oriental | 1-1 | 4-2       | Clasificación para la Copa Suzuki AFF 2014           |
| 3 | 16 de octubre de 2014  | New Laos National Stadium, Vientián, Laos | Birmania       | 1–2 | 1–3       | Clasificación para la Copa Suzuki AFF 2014           |
| 4 | 12 de marzo de 2015    | National Stadium, Kaohsiung, Taiwán       | China Taipéi   | 0-1 | 0-1       | Clasificación para la Copa Mundial de Fútbol de 2018 |
| 5 | 15 de octubre de 2016  | Olympic Stadium, Nom Pen, Camboya         | Timor Oriental | 1–1 | 2–1       | Clasificación para la Copa Suzuki AFF 2016           |
| 6 | 21 de octubre de 2016  | RSN Stadium, Nom Pen, Camboya             | Laos           | 0-1 | 4-3       | Clasificación para la Copa Suzuki AFF 2016           |
| 7 | 2 de noviembre de 2016 | Sarawak Stadium, Kuching, Malasia         | Timor Oriental | 4–0 | 4–0       | Copa Solidaridad de la AFC 2016                      |

## Clubes
| Club            | País    | Año       | Partidos | Goles |
| --------------- | ------- | --------- | -------- | ----- |
| Majra United FC | Brunéi  | 2009-2011 |          |       |
| DPMM FC         | Brunéi  | 2011-2018 | 148      | 37    |
| UiTM FC         | Malasia | 2019      | 13       | 2     |
| DPMM FC         | Brunéi  | 2019-2020 | 15       | 4     |
| Kota Ranger FC  | Brunéi  | 2020-2021 | 9        | 15    |
| Kasuka FC       | Brunéi  | 2022-     | 25       | 32    |

## Palmarés

### Campeonatos nacionales
| Título                      | Club    | País   | Año  |
| --------------------------- | ------- | ------ | ---- |
| S.League 2015               | DPMM FC | Brunéi | 2015 |
| Copa de la Liga de Singapur | DPMM FC | Brunéi | 2012 |
| Copa de la Liga de Singapur | DPMM FC | Brunéi | 2014 |